# Exorista grisella
Exorista grisella är en tvåvingeart som beskrevs av Louis-Paul Mesnil 1946. Exorista grisella ingår i släktet Exorista och familjen parasitflugor.
Artens utbredningsområde är Marocko. Inga underarter finns listade i Catalogue of Life.